# Pierre Dumoulin-Borie
Pierre-Rose-Ursule Dumoulin-Borie (Beynat, 20 febbraio 1808 – Ðồng Hới, 24 novembre 1838) è stato un vescovo cattolico e missionario francese.
Fu membro della Società per le missioni estere di Parigi.
Nel 1836 fu eletto vescovo titolare di Acanto e vicario apostolico del Tonchino occidentale. Due anni più tardi fu decapitato in Vietnam per ordine dell'imperatore Minh Mạng.
Fu beatificato come martire nel 1900, ed è tra i 117 santi martiri del Vietnam canonizzati da papa Giovanni Paolo II nel 1988.
Il suo elogio si legge nel Martirologio romano al 24 novembre.